# Pallasiola absinthii
Pallasiola absinthii là một loài bọ cánh cứng trong họ Chrysomelidae. Loài này được Pallas miêu tả khoa học năm 1773.